# پیانولا

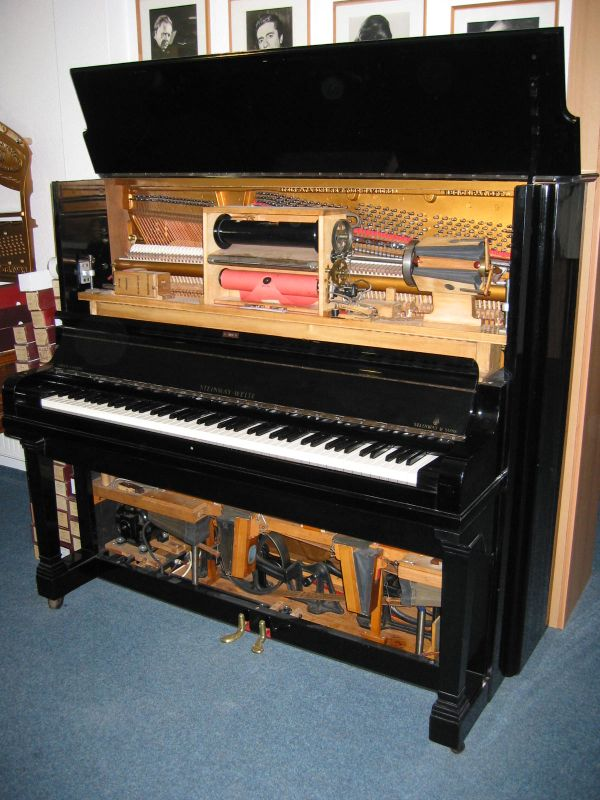
یک نمونه از پیانولا

پیانولا به پیانوهایی گفته می‌شود که توسط یک سیستم مکانیکی داخلی و بدون نوازنده قطعات از پیش مشخص را اجرا می‌کنند.
در سالهای دهه ۱۸۶۰ میلادی پیانوهایی ساخته شده بود که بدون نوازنده آهنگ می‌نواخت و نیازی به نوازنده نداشت. تنها به وسیله پدالهای دوگانه و با فشار دادن روی هر پدال کارت‌های سوراخ شده مخصوص به ترتیب به محل مکانیزم پیانو وارد شده و شستی‌های مورد نظر را حرکت می‌دادند که چکش های مربوطه به سیم‌ها اصابت کرده و آهنگ‌های از پیش تعیین شده را اجرا می‌کرد.

## تاریخچه
در سال 1896، ادوین اس. ووتی (Edwin S. Votey) اولین پیانوی خودکار پنوماتیکی کاربردی را به نام پیانولا اختراع کرد. 
مکانیسم پیانولا ،که در قرن بیستم به طور گسترده مورد استفاده قرار می گرفت، تماما بادی بود و با فشردن پدال های دمی پایی منبع خلاء مورد نیاز برای کارکرد موتور پنوماتیکی فراهم و قرقره بالارونده به حرکت در آورده می‌شد؛ همزمان هر جهش کوچک هوا از طریق کارت های استوانه ای سوراخ شده در دو مرحله پنوماتیک تقویت می شد تا قدرت کافی برای زدن نت ایجاد شود.
ووتی به طور گسترده ای پیانولا را تبلیغ کرد و از تبلیغات رنگی تمام صفحه استفاده می کرد که در آن زمان بی سابقه بود. پیانولا در ابتدا به قیمت 250 دلار فروخته شد و سایر نمونه های ارزان‌تر آن به بازار عرضه شدند. با نصب کارت های استوانه ای  11 و 1⁄4 اینچی (290 میلی متر) که دارای سوراخ هایی با فاصله 6 اینچ بودند، قالب استاندارد پیانو 65 نت ارتقا پیدا کرد . اگرچه برخی از تولید کنندگان پیانولا کارت های استوانه ای مخصوص به خود را به کار می بردند که با دیگر نمونه های پیانولا سازگار نبود.